# Bocoiran e Nosièira
Bocoiran e Nosièira (en francès Boucoiran-et-Nozières) és un municipi francès situat al departament del Gard i a la regió d'Occitània.